# Hoy (Orkney)
Hoy (von altnordisch Ha-ey; „die hohe Insel“) ist mit einer Ausdehnung von etwa 20 × 9 Kilometern und einer Größe von 143,18 km² die zweitgrößte Insel der Orkney und liegt, von dieser durch den drei Kilometer breiten Hoy Sound getrennt, südlich der Hauptinsel Mainland.
Die höchste Erhebung Hoys und der Orkney ist der Ward Hill mit 479 m. Die Insel hatte im Jahre 1881 noch 1380 Einwohner, heute leben hier nur mehr 419 Menschen von Landwirtschaft, Fischerei und etwas Tourismus.
Verwaltungstechnisch gliedert sich die Insel in die Gemeinden Hoy & Graemsay und Walls.

## Sehenswürdigkeiten

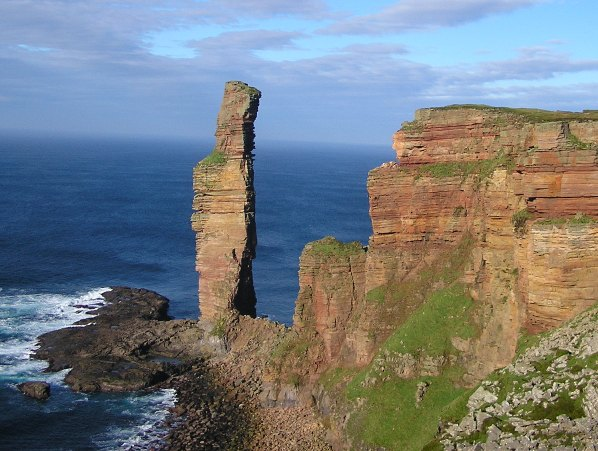
Old Man of Hoy

Hauptsehenswürdigkeiten sind der im Nordwesten an der Steilküste gelegene Old Man of Hoy, eine 137 m hohe Felsnadel aus Rotliegend, und etwas nördlich davon die steilen Klippen von St. Johns Head, mit mehr als 400 m Höhe die zweithöchsten Kliffs der Britischen Inseln. Am östlichen Ende der Südküste liegt das Kap Cantick Head, wo seit dem Jahre 1858 ein 22 m hoher Leuchtturm in Betrieb ist. An der Nordküste stehen die Reste des Broch of Braebister. 
Das Innere des etwa 2,35 Meter langen Felsgrabs Dwarfie Stane wurde aus einem 8,5 Meter langen Findling herausgehauen. Es ist das nördlichste Vorkommen dieses neolithischen Grabtyps in Europa. Der Dwarfie Stane liegt etwa 50,0 m abseits der Straße, etwa auf halbem Wege zwischen Moaness Pier und dem Weiler Rackwick an der Nordwestküste. 
Auf dem Green Hill of Hesti Geo, nicht weit von der Candle of Snelsetter und zwei Gloups (Meeresaushöhlungen), steht ein großer und ungewöhnlich geformter Broch. Der etwa 4,0 m hohe Hügel enthält einen beträchtlichen Broch, der zu einem Viertel im Meer verloren ging.
Die Lyness Naval Base, jahrzehntelang Stützpunkt der britischen Royal Navy, dient heute unter der Bezeichnung Scapa Flow Visitor Centre als Museum zur Darstellung der militärgeschichtlichen Bedeutung von Scapa Flow.

## South Walls

South Walls innerhalb der Orkneys

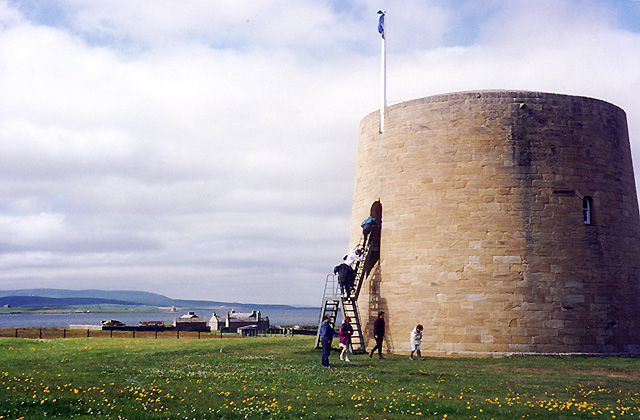
Martelloturm von Hackness

Im äußersten Süden verlängert sich Hoy um die Halbinsel South Walls. Die ursprüngliche Insel ist mittels eines erst in jüngerer Zeit errichteten Damms erreichbar. Um die zwischen Hoy und South Walls liegende Bucht Longhope (dt. Lange Bucht) liegen die Martello-Türme Hackness North & South. An der Küste befinden zahlreiche Relikte der einstigen Befestigung von Scapa Flow. An der Ostküste liegt der Ankerplatz Osmondwall (heute Kirk Hope) das Asmundavagr der Orkneyinga saga aus der Wikingerzeit. Dort wurde im Jahre 955 n. Chr. der Jarl Sigurd the Stout von Olav I. Tryggvason angeblich vor die Wahl gestellt: Taufe oder Enthauptung. Melsetter House ist der wichtigste Beleg für die Arbeit des britischen Architekturtheoretikers William Lethaby. Teile der auf William Morris zurückgehenden Innenausstattung sind bis heute erhalten.
Ansonsten ist die zweitgrößte Insel der Orkney ein Winterquartier der Weißwangengänse und ein Paradies für Wanderer und Naturfreunde. Fast der gesamte Hoy-Anteil der Gemeinde Hoy & Graemsay vom Norden bis zur Inselmitte ist Vogelschutzgebiet der Royal Society for Protection of Birds (R.S.P.B.).

## Verkehr
Fährverbindungen bestehen von Moaness Pier nach Stromness (Fußgänger und Fahrräder) und von Lyness nach Houton (Roll-on-Roll-off); beide nach Mainland. Im Gegensatz zu den nördlichen Orkney hat Hoy keinen Flugplatz.
Ab 14. August 2023 setzt die Royal Mail vorerst für 3 Monate Logistikdrohnen als Zubringerverkehr für Post ab Stromness (Orkney) ein.

## Trivia
- Hoy war der Drehort für den Musikclip des Musikstückes Here Comes the Rain Again des britischen Pop-Duos Eurythmics.

## Galerie

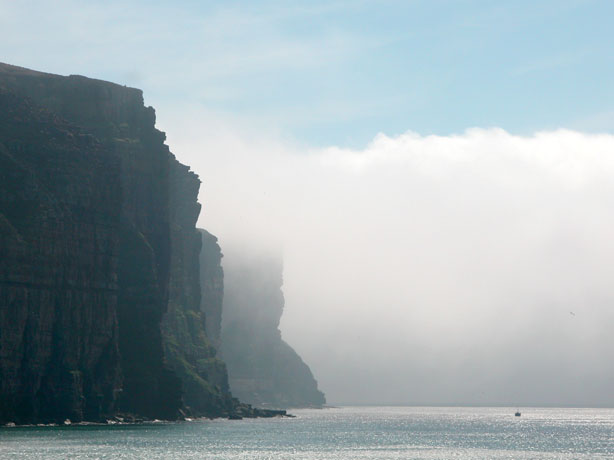
Kliffküste von Hoy
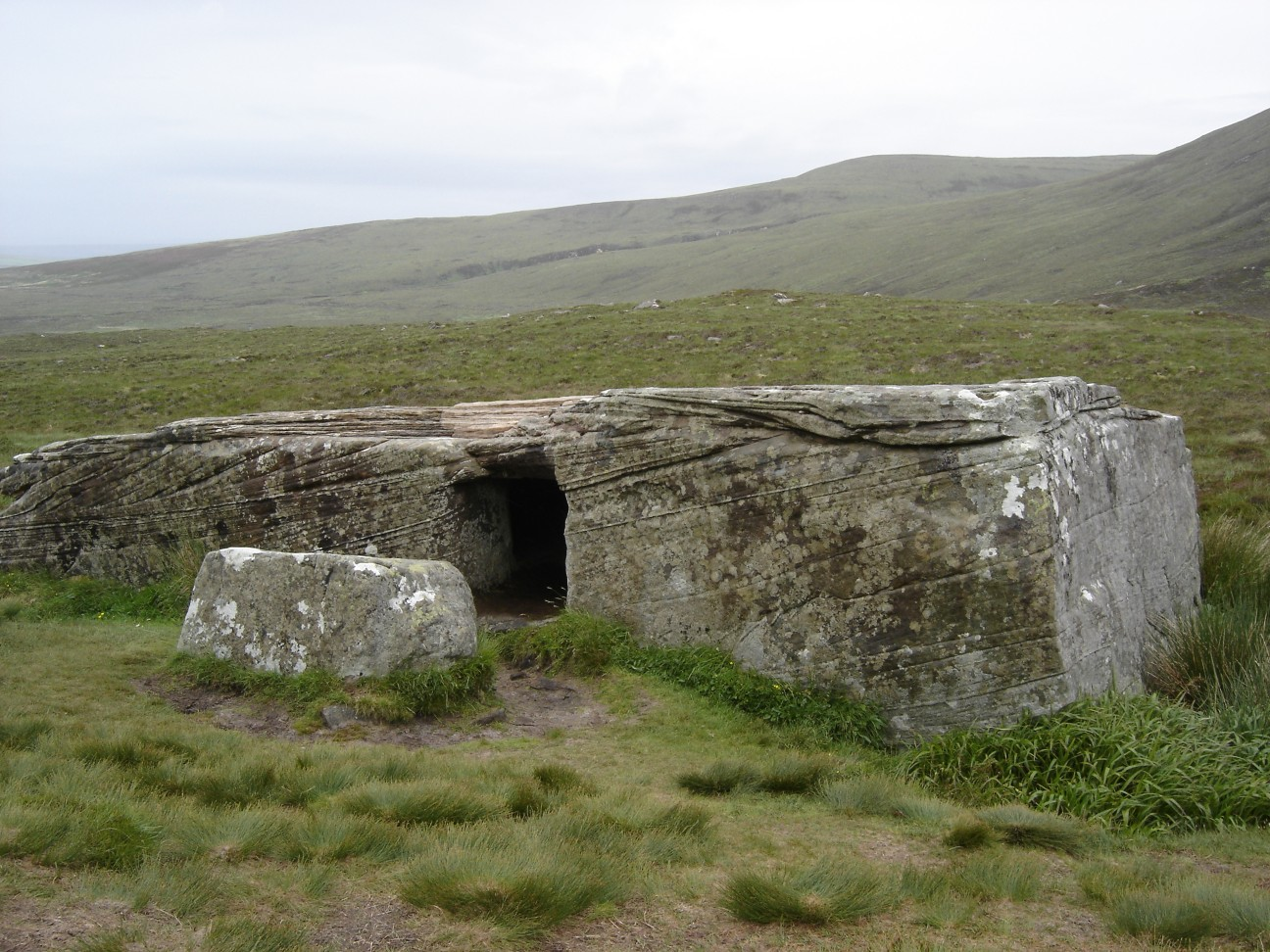
Felsengrab Dwarfie Stane
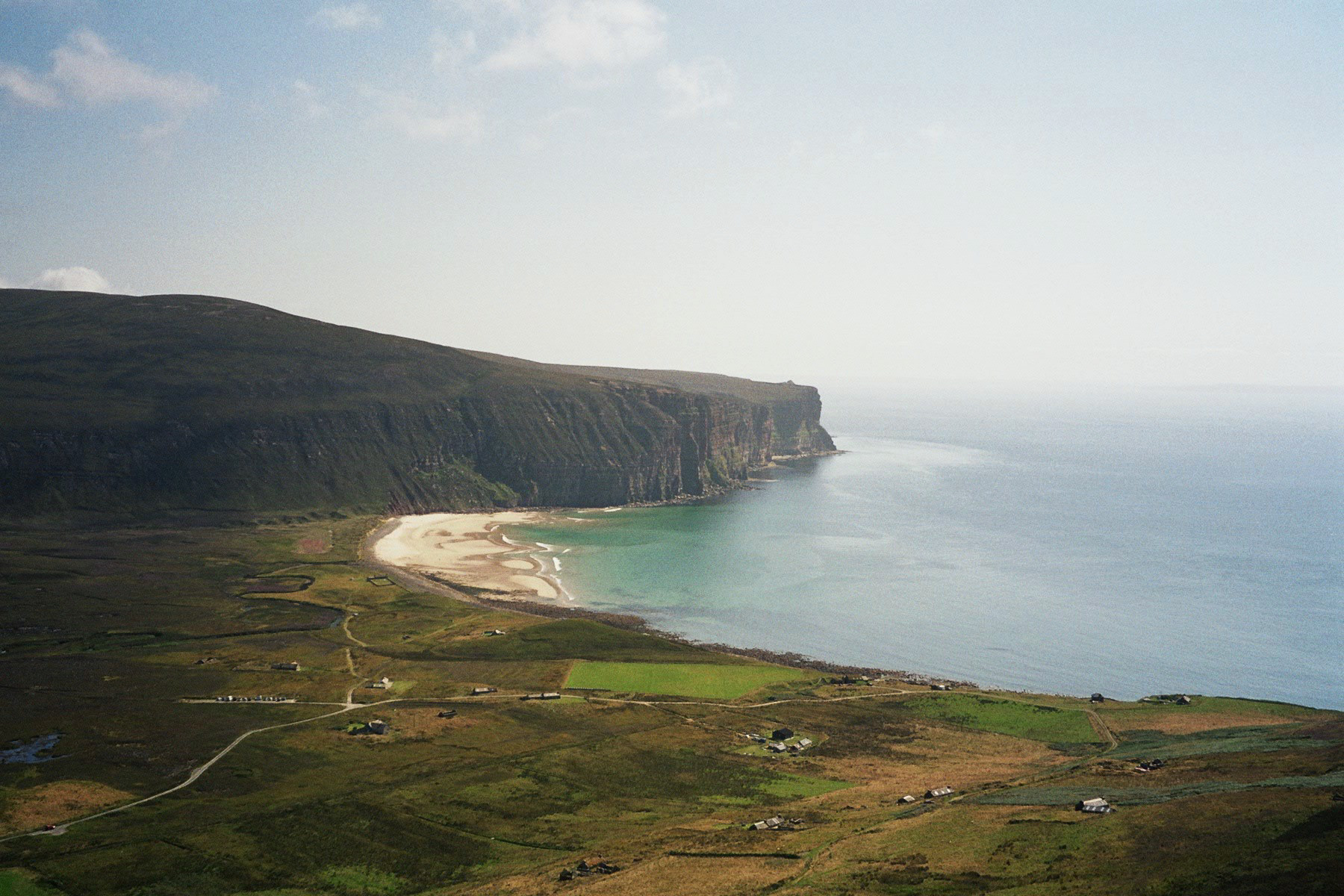
Blick auf Rackwick Bay.
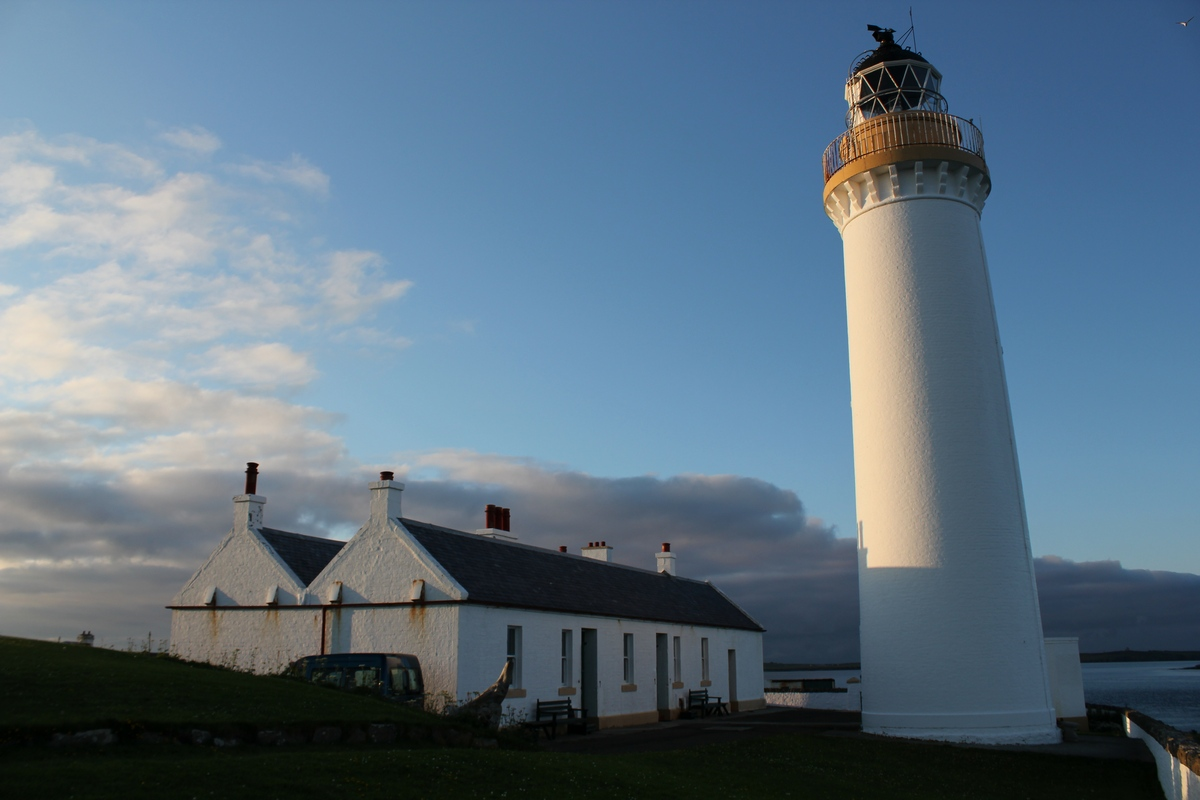
Cantick Head, Leuchtturm mit Leuchtturmwärterhaus
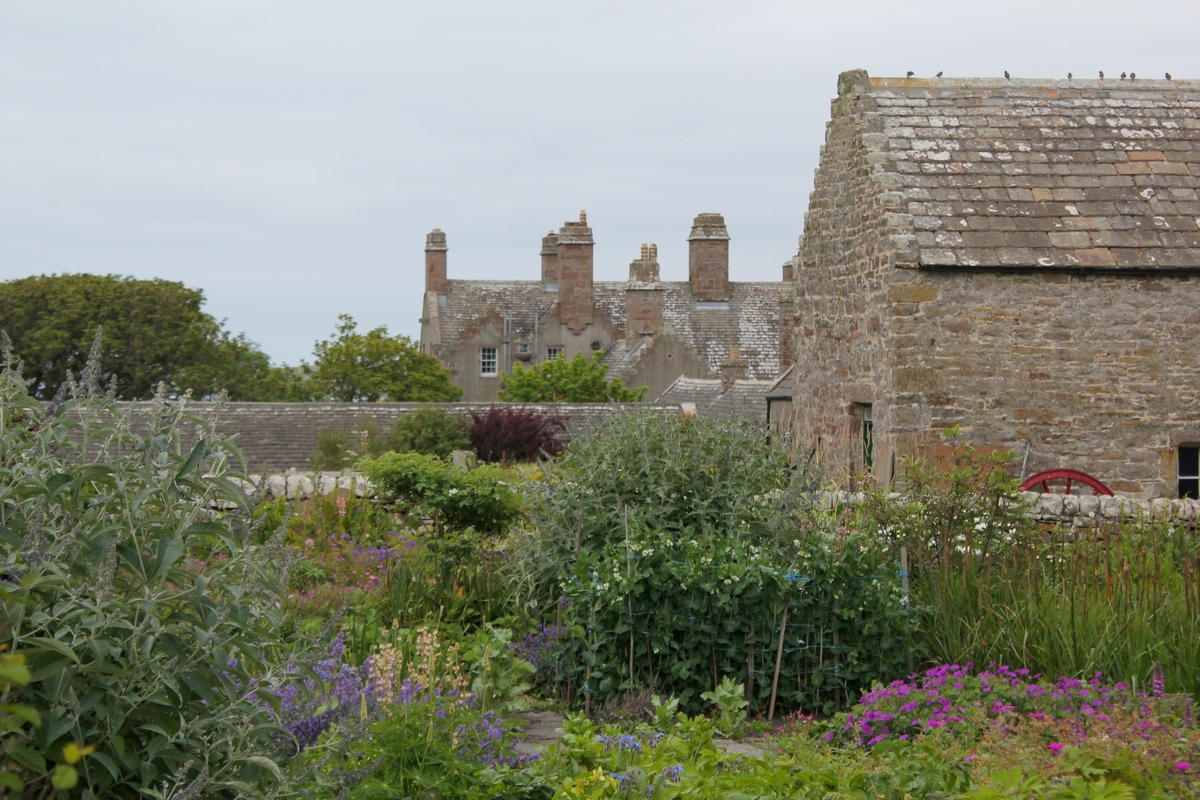
Melsetter House von der Rückseite aus gesehen
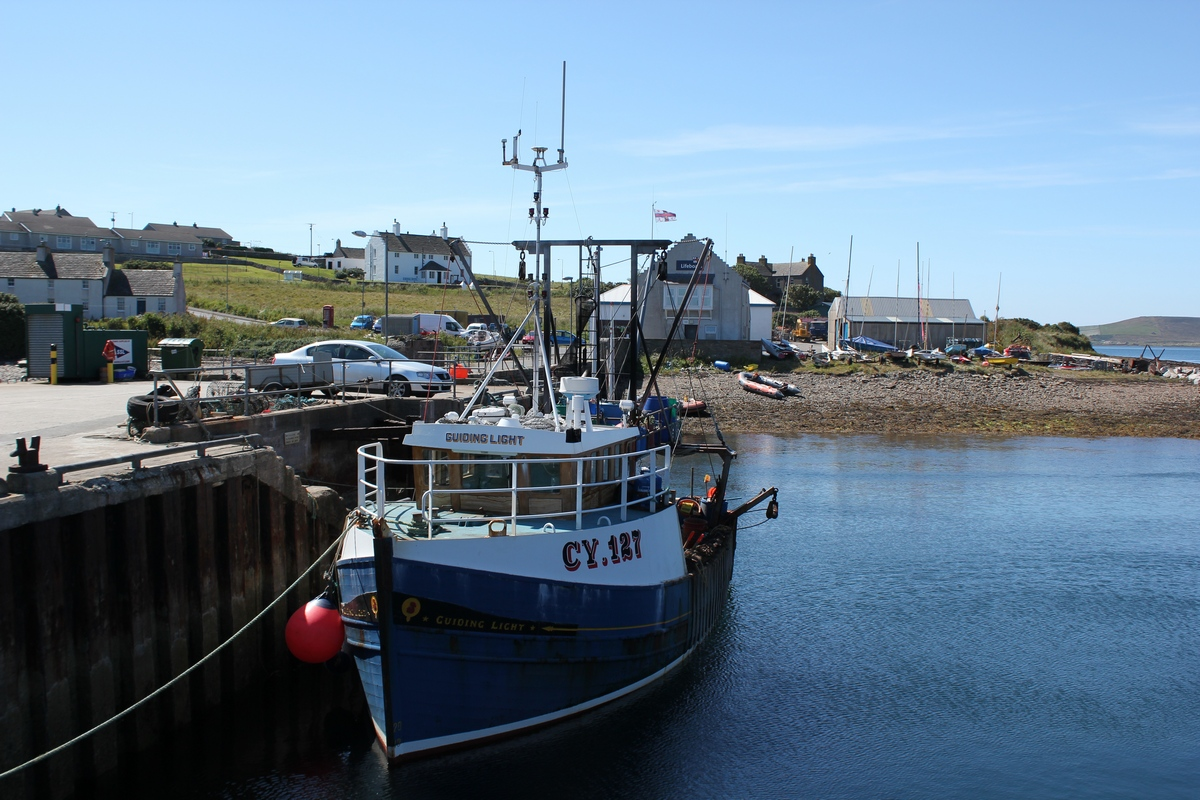
Longhope Village, South Walls
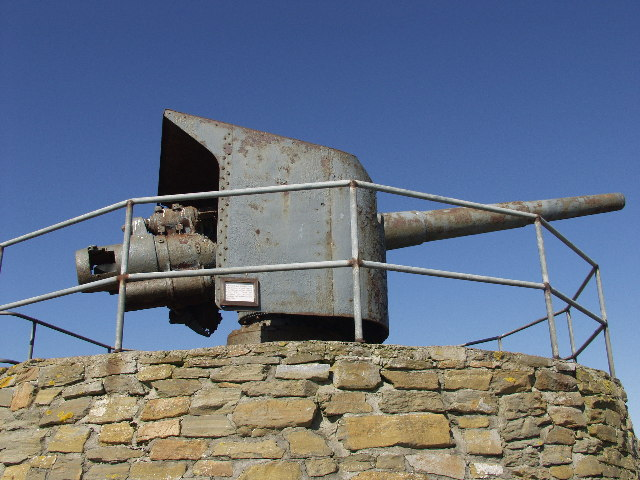
15-cm-Schnelladekanone L/45 der SMS Bremse im Scapa Flow Visitor Centre
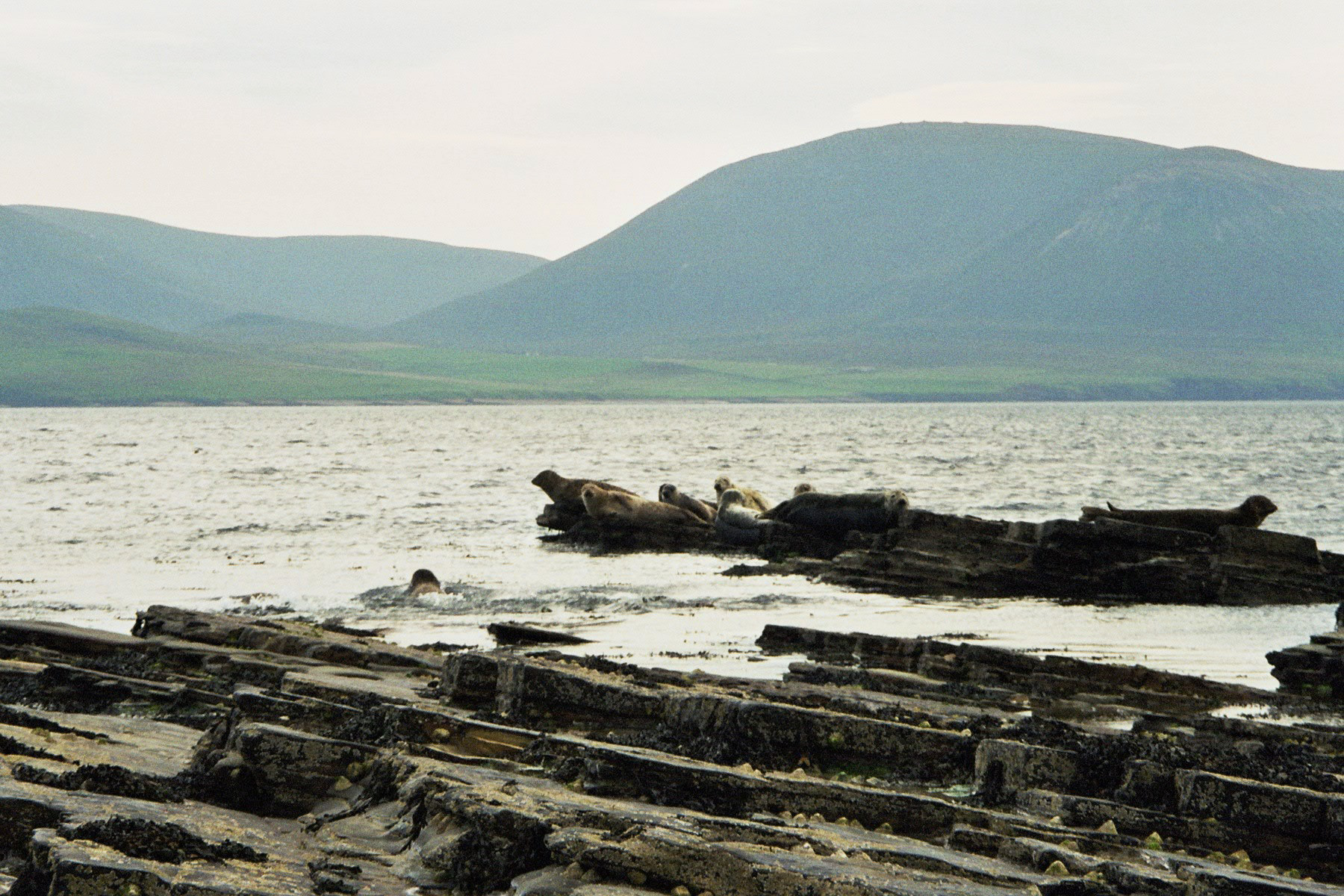
Robben vor der Silhouette von Hoy